# ASTM Quốc tế

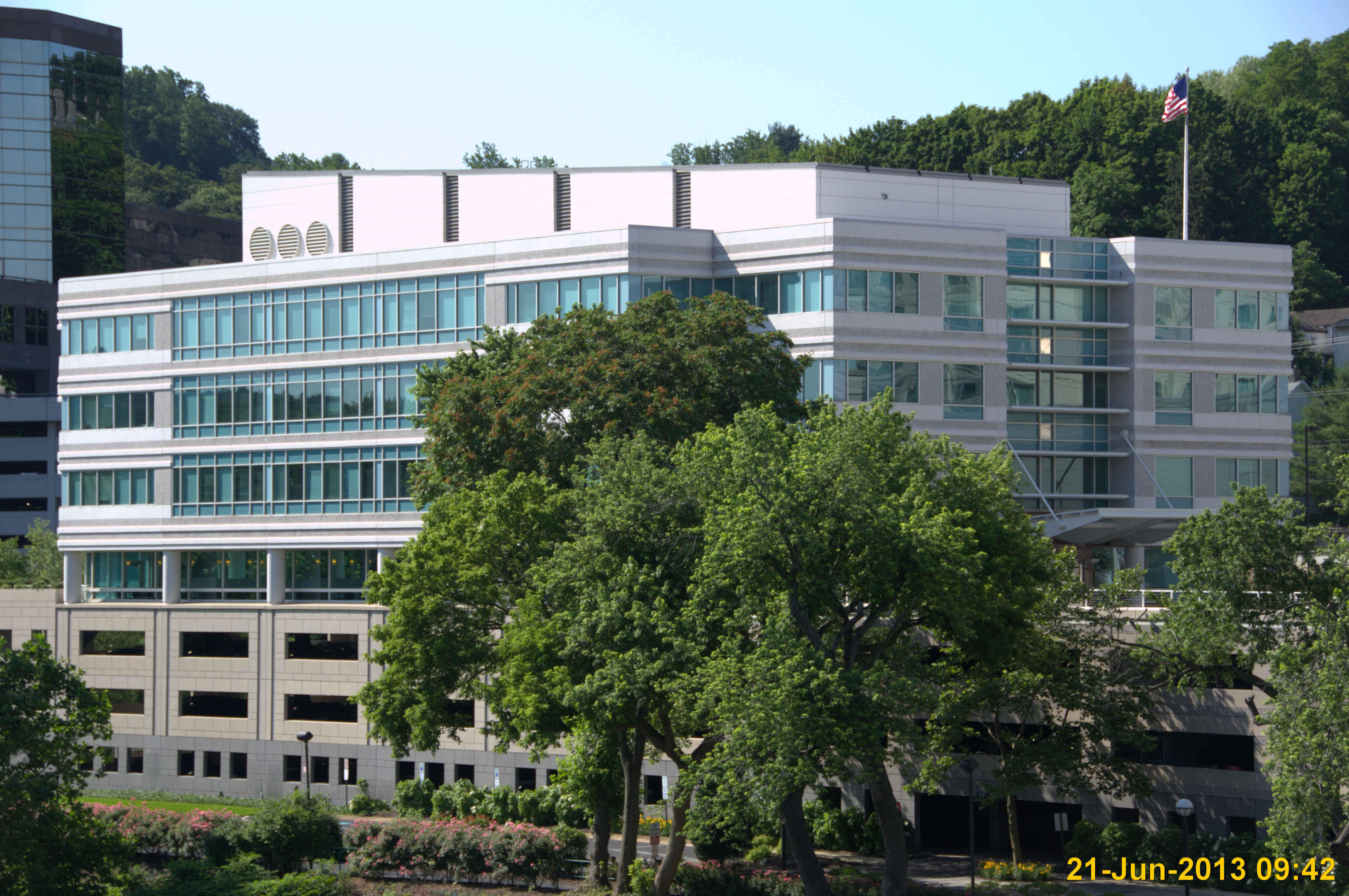
Trụ sở ASTM tại West Conshohocken, PA.

ASTM Quốc tế, tên giao dịch tiếng Anh là ASTM International, là một tổ chức tiêu chuẩn quốc tế thực hiện phát triển và xuất bản các tiêu chuẩn kỹ thuật đồng thuận tự nguyện cho loạt các vật liệu, sản phẩm, hệ thống và dịch vụ .
Nguồn gốc của ASTM Quốc tế là Hiệp hội Thí nghiệm và Vật liệu Hoa Kỳ viết tắt là ASTM (American Society for Testing and Materials). Những tiêu chuẩn mà ASTM Hoa Kỳ đưa ra được quốc tế thừa nhận, và hiện có 12.575 tiêu chuẩn ASTM đồng thuận tự nguyện như vậy hoạt động trên toàn cầu .
Trụ sở chính của tổ chức là ở West Conshohocken, Pennsylvania, khoảng 5 dặm (8,0 km) về phía tây bắc của Philadelphia. Chủ tịch Hiệp hội là James A. Thomas đảm trách từ 1992 .
ASTM, được thành lập năm 1898 như là nhánh Hoa Kỳ của Hiệp hội Quốc tế Kiểm nghiệm Vật liệu (International Association for Testing Materials), ra đời trước các tổ chức tiêu chuẩn khác như BSI (1901), IEC (1906), DIN (1917), ANSI (1918), AFNOR (1926), và ISO (1947).

## Lịch sử
Năm 1898 một nhóm các nhà khoa học và các kỹ sư, do Charles Benjamin Dudley dẫn đầu, lập ra ASTM để giải quyết những gãy vỡ đường sắt thường xuyên xảy ra, ảnh hưởng đến ngành công nghiệp đường sắt đang phát triển nhanh chóng. Nhóm phát triển một tiêu chuẩn cho thép được sử dụng để chế tạo đường ray. Ban đầu hội được gọi là "Hiệp hội Mỹ về thí nghiệm vật liệu", sau đó trở thành "Hiệp hội Thí nghiệm và Vật liệu Hoa Kỳ", và đến năm 2001 được đổi tên thành "ASTM Quốc tế".
Hiện nay ASTM Quốc tế có trụ sở tại Bỉ, Canada, Trung Quốc, Mexico, và Washington DC Hoa Kỳ.

## Tuân thủ các tiêu chuẩn
ASTM Quốc tế không có vai trò trong việc yêu cầu hoặc bắt buộc thi hành phù hợp với các tiêu chuẩn của nó. Tuy nhiên các tiêu chuẩn của nó có thể trở thành bắt buộc khi tham chiếu bởi một hợp đồng bên ngoài, công ty, hoặc chính phủ .
- Tại Hoa Kỳ, các tiêu chuẩn ASTM đã được thông qua, bằng cách kết hợp hoặc bằng tham chiếu, trong nhiều quy định liên bang, tiểu bang và chính quyền thành phố. Đạo luật Chuyển giao công nghệ quốc gia và Tiến bộ, được thông qua năm 1995, đòi hỏi chính phủ liên bang sử dụng các tiêu chuẩn đồng thuận phát triển tư nhân bất cứ khi nào có thể. Đạo luật phản ánh những gì từ lâu đã được khuyến cáo như là thực hành tốt nhất trong chính phủ liên bang.
- Các chính phủ khác (địa phương và toàn cầu) cũng tham khảo tiêu chuẩn ASTM [4].
- Tổng công ty kinh doanh quốc tế có thể chọn để tham khảo một tiêu chuẩn ASTM.
- Tất cả các đồ chơi được bán ở Hoa Kỳ phải đáp ứng các yêu cầu an toàn của ASTM F963, chuẩn kỹ thuật an toàn tiêu dùng cho Đồ chơi an toàn, như là một phần của Đạo luật Cải thiện An toàn Sản phẩm tiêu dùng năm 2008 (CPSIA). Luật pháp làm cho chuẩn ASTM F963 một yêu cầu bắt buộc đối với đồ chơi trong khi Ủy ban An toàn Sản phẩm tiêu dùng (CPSC) nghiên cứu hiệu quả và các vấn đề hướng dẫn người tiêu dùng cuối cùng của tiêu chuẩn về an toàn đồ chơi [5].

## Xuất bản
Tạp chí Standardization News xuất bản cỡ 2 tháng một kỳ, cung cấp tin tức về công việc mới nhất của ASTM về tiêu chuẩn hóa quốc tế, các khung về làm thế nào để phát triển các tiêu chuẩn trong ASTM, các cuộc trao đổi với ngành công nghiệp và các chuyên gia tiêu chuẩn hóa và các tính năng cho thấy cách tiêu chuẩn ASTM Quốc tế đem lại lợi ích cho các chính phủ, các ngành công nghiệp, người tiêu dùng và thương mại toàn cầu.
Tạp chí phát hành bằng tiếng Anh, tiếng Tây Ban Nha và tiếng Trung.